# Hankavan
Hankavan ou Hanqavan (en arménien Հանքավան ; anciennement Berzen et Novomikhayelovka) est une communauté rurale du marz de Kotayk, en Arménie. Elle compte 135 habitants en 2008.